# 文庆
文庆（穆麟德轉寫：wenking，？—1856年），字孔修，费莫氏，满洲镶红旗人，清朝官僚，道光、咸丰两朝军机大臣。

## 生平
道光二年（1822）进士，选庶吉士，授编修。历官礼部、吏部、户部侍郎，吏部尚书，兼步军统领，库伦办事大臣，内务府大臣，军机大臣，户部尚书，翰林院掌院学士、文渊阁大学士、武英殿大学士。
咸丰初年，太平天国起事，朝廷先后派钦差大臣赛尚阿、讷尔经额，均告失败。文庆言：“当重用汉臣，彼多从田间来，知民疾苦，熟谙情伪。岂若吾辈未出国门、懵然於大计者乎？”常密请破除满汉畛域之见，不拘资格以用人。汉臣曾國藩初任军事，屡战失利，忌者沮抑之。独文庆言曾能杀贼，终当建非常之功。文庆屡密荐胡林翼，由贵州道员一年之间提拔至湖北巡抚，凡所奏请，无不从者。文庆又荐袁甲三、骆秉章之才。当时阎敬铭刚任户部主事，文庆深知其才略当，采用其议，非所司者亦谘之。大清得诸汉臣以戡定大难。文庆死后，端华、肃顺渐进用事，皆敬惮其严正焉。

## 家庭
- 曾祖温福，武英殿大学士。
- 祖父永保 (清朝)，任兩廣總督。
- 伯祖父武英殿大学士一等威勤侯勒保；其子一工部侍郎英綬，孙儿文康著有小说《兒女英雄傳》；子二英奎，孙儿總管內務府大臣文俊；女費莫氏嫁瑞懷親王綿忻（嘉庆帝第四子）。
- 父寧怡（字英華），乾清门頭等侍衛。母富察氏，其父鑲紅旗滿洲、貴州巡撫富尼善；祖父漕运總督襄勤公富顯著有《卧雲堂詩稿》，乾隆三十四年随大學士傅恆征緬甸，途中病没。
- 胞叔寧志；妻完顏氏金樨，著有《綠芸軒詩鈔》。女儿費莫氏，嫁二等侍卫蒙古博爾濟吉特氏多爾濟萬楚克；其女那遜蘭保，镶白旗宗室盛昱之母。
- 胞兄文奇，刑部主事。妻覺羅䖅雲，其父覺羅舒敏著有《適齋居士集》，祖父閩浙總督覺羅伍拉納；胞叔覺羅舒敦娶佟佳氏（父正蓝旗满洲、礼部尚书常青 (清朝)）。
- 胞姊費莫氏，嫁户部尚書宗室奕紀。其子道光庚戌科進士宗室載肅；妻薩爾圖克氏（父正白旗蒙古一等威勇公桂輪，祖父一等威勇公長齡，祖伯父勤襄公惠齡；母高佳氏（继妻），其父镶黄旗满洲、烏里雅蘇臺將軍素納，祖父廣平，曾祖文端公高晉）。
- 妻他塔喇氏，正蓝旗满洲、嘉庆六年（1801年）进士秀堃之女。
- 养子善聯（字星垣），湖北布政使。
- 女費莫氏，嫁三等輔國將軍宗室載增,其子溥新娶礼部尚书贵庆次子瑞琇之女富察氏、继娶贵庆学生麟庆侄崇寿之女完颜氏。